# Nicolás Videla del Pino
Nicolás Videla del Pino (Córdoba del Tucumán, 6 de diciembre de 1741 - Buenos Aires, 17 de marzo de 1819) fue un sacerdote rioplatense, obispo de la diócesis de Salta en la época de la Revolución de Mayo.

## Biografía
Estudió en el Colegio de Monserrat de Córdoba, y en la Universidad de esa misma ciudad, graduándose de doctor en teología, y se ordenó sacerdote en 1765.
Por varios años ejerció como profesor de la Universidad de Córdoba y rector del Seminario. Fue nombrado obispo de la diócesis de Asunción del Paraguay en agosto de 1802, y ordenado obispo el 22 de septiembre de 1803 por el obispo de Buenos Aires, Benito Lué. Se destacó por lograr ejercer su cargo sin dejarse controlar por el poderoso gobernador Bernardo de Velasco.
En marzo de 1807 fue nombrado obispo de Salta, partiendo del Paraguay en abril de 1808. En ese entonces la Diócesis de Salta, comprendía las actuales provincias de Tucumán, Santiago del Estero , Salta, Jujuy, Catamarca y Tarija (sur de Bolivia), la jurisdicción virreinal de la Intendencia de Salta del Tucumán. En junio de 1808 hizo su entrada en la diócesis por el sur de la actual provincia de Santiago del Estero, utilizando varios meses para hacer una cuidadosa visita a todos los curatos del sur de su jurisdicción. No llegó a la ciudad de Salta hasta junio de 1809, fecha en que también asumió su diócesis Rodrigo de Orellana, obispo de Córdoba. Juntamente con Benito Lué, de Buenos Aires eran los tres obispos existentes en el territorio del anterior Virreinato del Río de la Plata , en la  época en que inicio el proceso de la Independencia de las Provincias Unidas . Asumió solemnemente la cátedra obispal el 23 de agosto de 1809.en su sede metropolitana de Salta.
Al producirse la Revolución de Mayo no tuvo problemas con ella, porque creyó las declaraciones de la Primera Junta de gobernar en nombre del rey Fernando VII.  Poco antes de la Revolución, había apoyado al carlotismo, que pretendía establecer una regencia en nombre del rey cautivo, en la persona de su hermana.
Cuando los sucesivos gobiernos patrios (Junta Grande, Triunviratos) despuntaron sus intenciones independentistas y empezaron la lucha armada contra el Ejército Realista del Perú, oponiéndose a las autoridades virreinales nombradas desde España, tomó decidido partido por los Realistas en toda su extensa diócesis, lo que se transformó en un grave problema para la causa patriótica de las Provincias Unidas.  En la invasión realista de agosto de 1812, comandada por Pío Tristán y acaecida apenas luego del Éxodo Jujeño, brindó su apoyo económico y moral desde los púlpitos a los realistas. Incluso practicó la excomunión que resolviera el arzobispo de Charcas sobre todos los patriotas. Cuando en 1813 , el general Manuel Belgrano se apoderó de Salta luego de la Batalla de Salta, simplemente acusó de traición al Obispo Videla del Pino y permitió su huida.  
El obispo optó por huir de su sede episcopal y merodeó varias semanas por las montañas, antes de refugiarse en una cueva de una familia humilde de los alrededores de la ciudad de Salta; las mujeres de la familia, asustadas por la desmejoría en la salud del obispo lo convencieron de entregarse al gobernador de la ciudad, Domingo García, que lo capturó el 3 de agosto. Poco después fue enviado a Buenos Aires.La autoridad papal simplemente no reconoció las Provincias Unidas, ni firmó concordato con ningún Gobierno Patrio (sea Triunviratos o Directores Supremos)  ni nombró nuevo Obispo de Salta hasta 1861.
Hábilmente Belgrano designó al patriota y diputado a la Junta Grande, el  canónigo de la catedral jujeña Juan Ignacio Gorriti, patriota de la primera hora, como administrador apostólico del Obispado de Salta.
Videla del Pino permaneció detenido en Buenos Aires durante algunos meses, mientras comenzaba un juicio en su contra el juicio de alta traición, que fue quedando en el olvido, sin autoridad de aplicación en los sucesivos Gobiernos. Fue trasladado a Río Cuarto a mediados de 1813, mientras la causa languidecía . La discusión sobre si debía o no volver a ocupar su puesto ocupó varios años: la Asamblea del año XIII, de mayoritaria inspiración masónica, le negó esa posibilidad y tampoco se preocupó por solicitar a la Santa Sede su dimisión o su reemplazo.
El Congreso de Tucumán le permitió volver a Salta, pero no le permitió ejercer su autoridad eclesiástica, ni siquiera celebrar misa o predicar. Por esa razón se trasladó a Buenos Aires en 1817. Allí, el mismo Congreso dilató por otros dos años la cuestión.
La actual Argentina —por ese tiempo, todavía Provincias Unidas del Río de la Plata— ya no tenía obispos: el de Córdoba, Orellana, había emigrado a España, donde fue nombrado obispo de Ávila. El de Buenos Aires, Lué, había muerto en 1812. Y el de Salta, Videla del Pino, nunca se reintegró a su diócesis. Por varios años, el Papa no nombró obispos para la Nación en formación, sin firmar concordato , lo que implicaba de hecho no tomar partido sobre su independencia.
Monseñor Videla del Pino falleció en una quinta de Barracas (Buenos Aires) en marzo de 1819.